# Johannes Forster
Johannes Forster (* 1950) ist ein deutscher Kinder- und Jugendarzt und Hochschullehrer. Er war von 2003 bis 2005 Vorsitzender des Netzwerks Evidenzbasierte Medizin und gilt als einer der Wegbereiter der Evidenzbasierten Medizin in Deutschland.

## Werdegang
Johannes Forster war bis Anfang 2016 fast 20 Jahre lang Chefarzt der Abteilung für Kinderheilkunde, Jugendmedizin und Neonatologie am St. Josefskrankenhaus (Akademisches Lehrkrankenhaus der Albert-Ludwigs-Universität) Freiburg. Zusätzlich zu seiner medizinischen Ausbildung und Weiterbildung in Kinderheilkunde und Jugendmedizin erwarb er am Institut für Medizinische Lehre der Universität Bern einen Abschluss als Master of Medical Education. Seine Schwerpunkte in Klinik und Forschung waren die Pädiatrische Pneumologie, Allergologie und Infektiologie, insbesondere auch die Infektionsepidemiologie.
Johannes Forster war von 2003 bis 2009 in den Vorstand des Netzwerks Evidenzbasierte Medizin gewählt. Während seiner Zeit als Vorsitzender wurde die Gesellschaft in die Arbeitsgemeinschaft der Wissenschaftlichen Medizinischen Fachgesellschaften (AWMF) aufgenommen.
Als einer der Pioniere der Evidenzbasierten Medizin in Deutschland vermittelte er die konsequente Berücksichtigung wissenschaftlicher Erkenntnisse bei der Patientenversorgung in der Studierendenausbildung und der Unterweisung angehender Ärztinnen und Ärzte. So hatte er maßgeblichen Anteil daran, bereits Anfang der 2000er Jahre die Praxis der Evidenzbasierten Medizin in die Patientenversorgung zu integrieren.

## Schriften (Auswahl)
- Wenn Kindern die Luft ausgeht. Von Asthma bis Krupp eine ärztliche Sprechstunde für Eltern und Kinder. Freiburg, Herder 1994.[9]
- mit Stefan Sauerland: Fieber senden bei Kindern und Erwachsenen: Ab wann ist es sinnvoll? In: KVH-Journal. Nr. 11, 2002, S. 22 ff. (ebm-netzwerk.de)
- mit Gerd Antes und Dirk Bassler (Hrsg.): Evidenz-basierte Medizin. Praxis-Handbuch für Verständnis und Anwendung der EBM. Stuttgart, Thieme 2003.[10]
- R. Berner, R. Bialek, J. Forster, C. Härtel, U. Heininger, H. Huppertz, J. Liese, D. Nadal, A. Simon (Hrsg.): DGPI Handbuch: Infektionen bei Kindern und Jugendlichen. Herausgeber:Deutsche Gesellschaft für Pädiatrische Infektiologie. 7., vollständig überarbeitete Auflage. Thieme, Stuttgart 2018. doi:10.1055/b-006-160379